# Universidad Politécnica de Moscú
La Universidad Politécnica de Moscú (en ruso: Московский политехнический университет, Moskovski politejnícheski univérsitet, abreviado Московский Политех, Moskovski politej) es una universidad ubicada en Moscú, especializada en el diseño de automóviles y tractores. Fue fundada en el año 1866 como Escuela Técnica de Komissárov. Entre 2012 y 2016, su denominación fue Universidad Estatal de Moscú de Ingeniería Mecánica “MAMI” (del ruso: Московский государственный машиностроительный университет «МАМИ»), siendo MAMI las iniciales de Instituto Automecánico de Moscú (del ruso: Московский автомеханический институт).